# تاريخ أوروبا العسكري
تاريخ أوروبا العسكري هو ما يشير إلى تاريخ الحروب والصراعات المسلحة في القارة الأوروبية. امتلكت الجيوش الأوروبية قدرات عسكرية هامة سمحت لدولها بممارسة سياساتها التوسعية والاستعمارية التي امتدت من بداية التاريخ الحديث وحتى فترة الحرب الباردة في النصف الثاني من القرن العشرين. تمكنت الجيوش الأوروبية من غزو وإخضاع غالب شعوب العالم في الفترة الممتدة بين القرن الخامس عشر وحتى العصر الحديث. بعد نهاية الحرب الباردة اتسمت البيئة الأمنية الأوروبية بالهيمنة الهيكلية للولايات المتحدة الأمريكية التي تعهدت بالدفاع عن أوروبا من خلال حلف شمال الأطلسي حيث مع نهاية الحرب العالمية الثانية والحرب الباردة سعت الدول الأوروبية إلى جني مكاسب السلام فاتجهت إلى خفض نفقات الدفاع. في العصر الحالي تكاد تقتصر مهام الجيوش الأوروبية على مهام استعراض القوة العسكرية خارج القارة، وقد شاركت الجيوش الأوروبية في بعض الصراعات العسكرية الحديثة مثل حرب أفغانستان وحرب العراق والتدخل العسكري في ليبيا وبعض الاشتباكات الأخرى المسلحة في البلقان وأفريقيا. أدت عملية ضم الاتحاد الروسي للقرم في 2014 والحرب الروسية الأوكرانية الجارية إلى تجدد الاهتمام الأكاديمي بالشئون العسكرية الأوروبية.

## سمات المناطق الأوروبية
بسبب اللامركزية التي نشأت بعد سقوط الإمبراطورية الرومانية الغربية والدول المختلفة التي نشأت من النظام الإقطاعي في العصور الوسطى خاضت دول عدة صراعًا على السلطة. كانت الجزر البريطانية أكثر حمايةً من الغزو البري من دول أوروبا القارية وبالتالي تعرضت لأضرار قليلة في صراعات البر الأوروبي الرئيسي بينما كانت ألمانيا والمناطق المحيطة بها في مركز الكثير من النزاعات الدائرة. عُرفت المنطقة الروسية باسم العملاق النائم أو الدب العظيم وذلك نظرًا لسلبيتها العسكرية النسبية مقارنة بباقي دول أوروبا في فترة ما قبل القرن التاسع عشر وبعدها عن شئون أوروبا الوسطى والغربية. تُسمى الإمبراطورية الرومانية التي نشأت في شبه الجزيرة الإيطالية بالقوة العظمى الأولى. حاولت فرنسا الحفاظ على حواجزها الطبيعية المتمثلة في نهر الراين شرقًا والبرانس جنوبًا وبحر المانش شمالًا طوال تاريخ صراعها الممتد مع بريطانيا ثم مع ألمانيا. كانت بريطانيا وفرنسا هما الأكثر نجاحًا في إنشاء إمبراطورية استعمارية امتدت من أفريقيا إلى آسيا، ويُعزى غالب هذا النجاح إلى الحماية الطبيعية التي تمتعتا بهما.

## العصور القديمة
اتسم هذا العصر بهيمنة دول البحر المتوسط فيه خصوصا اليونان القديمة وروما القديمة. خاضت اليونان القديمة حربًا ضد الإمبراطورية الفارسية التي شكلت الخطر الأكبر على أوروبا، وقد خلفت روما القديمة اليونانَ في ذلك الصراع حيث دارت رحى الحرب بين الروم والفرس. خاضت قرطاج الواقعة في شمال أفريقيا ثلاثة حروبٍ ضد روما عُرفت بالحروب البونيقية انتهت بهزيمة قرطاج وسيادة روما على البحر الأبيض المتوسط. كان يوليوس قيصر أول من شن غاراتٍ رومانية على بريتانيا. عصفت الحروب الأهلية المتعددة التي امتدت لقرون بروما القديمة ولكن ما ساهم بشكل أكبر في سقوط الإمبراطورية الرومانية الغربية هو غزو الهون لها من أوروبا الوسطى والشرقية، وكان التضخم الاقتصادي والصراعات الداخلية من العوامل التي ساعدت على سقوط روما الغربية في أيديهم. ظلت الإمبراطورية الرومانية الشرقية على حالها حتى نهاية العصور الوسطى.

## العصور الوسطى
عُرفت العصور الوسطى أوروبيًا باسم العصور المظلمة، وقد شهدت بدايات تلك الحقبة حربَ الإمبراطورية الرومانية الشرقية مع جارتها الإمبراطورية الفارسية ثم حربها بعد ذلك ضد الفتوحات الإسلامية. شهدت العصور الوسطى رسوخ النظام الإقطاعي، وشهدت المعارك مشاركة أصحاب الإقطاعيات مع فرسانٍ مسلحين، وغالبًا ما امتلك الإقطاعيون قلاعًا لحماية مقاطعاتهم. مع نشوء الدولة العثمانية توغلت بصورة كبيرة في مناطق البلقان وأسقطت الإمبراطورية الرومانية الشرقية واتخذت من القسطنطينية عاصمةً لها. أسس شارلمان الإمبراطورية الرومانية المقدسة وشن حملاتٍ ضد الدنمارك ومسلمي الأندلس. كانت الحملات الصليبية سلسلة من العمليات العسكرية التي شُنت باسم المسيحية الغربية والتي هدفت إلى استعادة القدس والأراضي المقدسة من أيدي المسلمين كما كانت هناك حملات صليبية في أوروبا الشمالية وضد الروس. امتد سلطان الإمبراطورية المغولية إلى أوروبا الشرقية حيث اكتسحت حشود المغول جيوش تلك المناطق، وكان من جملة تلك المناطق المنطقة الروسية التي عُرفت باسم كييف روس بعد قرون من الحرب. فشا ما عُرف بالموت الأسود في معظم أرجاء أوروبا مما أدى إلى توقف نشاط العمليات العسكرية في بدايات ومنتصف القرن الرابع عشر. انتهت العصور الوسطى بحرب المائة عام (1337 - 1453) التي دارت رحاها في أوروبا الغربية بين فرنسا وإنجلترا بشكل رئيسي وانتهت بفوز فرنسا.

## عصر النهضة
أنهت أسلحة البارود الصغيرة من تفوق سلاح الفرسان في تلك الفترة. هيمنت الحروب الإيطالية على الفترة المبكرة من تلك الحقبة، والتي كان منشؤها هو نزاع بين أبناء الأسرة المالكة لكن سرعان ما تطور الأمور واشتركت كل القوى الأوروبية في هذا الصراع رغبة في ضم المزيد من المقاطعات ولزيادة النفوذ. شاركت كل القوى الرئيسية في حرب الثلاثين عاما التي دارت رحاها في أوروبا الوسطى من عام 1618 وحتى 1648 مما أدى إلى انهيار حقيقي لاقتصاد المناطق الألمانية.

## عصر البارود
في الفترة الممتدة بين 1700 إلى 1721 اندلعت حرب الشمال العظمى التي كانت بين روسيا والمملكتين التوأم وبين ساكسونيا-بولندا من جهة وبين السويد والدولة العثمانية من جهة أخرى انتهت بانتصار الجانب الروسي وسقوط الإمبراطورية السويدية واستخدام السويد كقوة تابعة في المنطقة. شاركت كل القوى الأوروبية الكبرى في حرب السنوات السبع (عام 1754 ومن عام 1756 إلى 1763) والتي غطت كلًا من المسارح الأوروبية والاستعمارية. صارت فرنسا في بؤرة الاهتمام الأوروبي مع بدء حروب التحالف بعد اندلاع الثورة الفرنسية حيث استمر الصراع بين فرنسا وأوروبا من عام 1792 حتى عام 1815 مع هزيمة نابليون بونابرت في معركة واترلو. بعد قرن من الدمار الذي سببته حرب الثلاثين عاما بدأت المقاطعات الألمانية تنتعش بقيادة بروسيا بعد سلسلة من الانتصارات التي بدأت بحرب شلسفيغ الثانية (1864) تلتها الحرب النمساوية البروسية (1866) وثلّثتهم الحرب الفرنسية البروسية (1870 و1871) التي أدت إلى توحيد ألمانيا وتأسيس القيصرية الألمانية.

## الحرب العالمية الأولى
كانت الحرب العالمية الأولى حربًا عالمية دارت رحاها بشكل رئيسي في أوروبا من 28 يوليو 1914 حتى 11 نوفمبر 1918.

## فترة ما بين الحربين العالميتين
بعد الحرب العالمية الأولى عاش معظم الأوروبيين عقدين من السلام النسبي. استمرت الحرب الأهلية الروسية في الفترة بين 1917 و1922 وشهدت تدخل عدة قوى أوروبية وانتهت بانتصار البلاشفة وتأسيس الاتحاد السوفيتي. في الوقت ذاته شنت الحكومة السوفيتية الناشئة الحرب البولندية السوفيتية (1919 - 1921) ودخلت في صراع مستمر مع فنلندا. دارت حرب الاستقلال الأيرلندية في الفترة بين 1919 و1921 وهي كانت حرب عصابات مع المملكة المتحدة تلتها الحرب الأهلية الأيرلندية التي دارت بين الحركة القومية الأيرلندية بسبب خلافهم حول المعاهدة الإنجليزية الأيرلندية التي نشأت عنها الدولة الأيرلندية الحرة باعتبارها دومينيون في الإمبراطورية البريطانية. اتسمت فترة ما بين الحربين بعمليات نزع السلاح والحركة الأممية. زادت كل الأطراف المشاركة في الحرب العالمية الثانية فيما بعد من إنتاجها العسكري خلال ثلاثينيات ذلك القرن ولكن كانوا مقيدين بمعاهدة واشنطن البحرية، وقد التزمت ألمانيا النازية بالقيود البحرية رغم عدم التزامها بالقيود البرية التي فُرضت عليها في معاهدة فرساي، وقد أدى ذلك إلى تقييد الكريغسمارينه الألمانية في مقابل البحرية الملكية البريطانية. انتهت سنوات ما بين الحربين في أوروبا بسبب الحرب الأهلية الإسبانية (1936 - 1939) والتي كانت مقدمةً للحرب العالمية الثانية سواءً في التقنيات الجديدة المُستخدمة (القصف الاستراتيجي والقصف التكتيكي والحرب المدرعة والهجمات المباشرة على المدنيين وحرب العصابات) أو في الدول المتحاربة (كانت إيطاليا الفاشية وألمانيا النازية تدعمان الجبهة القومية بينما كانت روسيا الشيوعية والجماعات اليسارية الأوروبية يدعمون الجبهة الجمهورية).

## الحرب العالمية الثانية
كانت الحرب العالمية الثانية نزاعًا عسكريًا عالميًا شاركت فيه غالب دول العالم بما فيهم كل القوى العالمية مشكلين حلفين عسكريين متحاربيت وهما الحلفاء بقيادة الولايات المتحدة والمملكة المتحدة والاتحاد السوفيتي في جهة ودول المحور بقيادة ألمانيا النازية وإمبراطورية اليابان في الجهة الأخرى. في تلك الحرب استطاعات القوى المتحاربة حشد ما يقارب 100 مليون عسكري مما يجعلها الحرب الأكثر انتشارًا في التاريخ. كانت تلك الحرب حربًا شاملة سخرت فيها الأطراف المشاركة قدراتها الاقتصادية والصناعية والعلمية في خدمة المجهود الحربي غير مميزين بين الموارد المدنية والعسكرية. مات أكثر من 70 مليون إنسان في تلك الحرب معظمهم من المدنيين مما يجعلها الصراع الأكثر دموية في التاريخ الإنساني.

## الحرب الباردة
تشير الحرب الباردة إلى حالة الصراع والتوتر والمنافسة التي دارت بين الولايات المتحدة والاتحاد السوفيتي وحلفائهما ابتداءً من منتصف أربعينيات القرن العشرين وحتى أوائل التسعينيات. خلال تلك الفترة اتخذ التنافس بين القوتين أشكالًا عدة تمثلت في التحالفات العسكرية والدعاية والتجسس وتطوير الأسلحة والتقدم الصناعي والتنافس في التقدم التكنولوجي الذي شمل سباق الفضاء. انخرطت كلتا القوتين في الإنفاق الدفاعي المكلف وسباق التسليح الهائل سواءً كانت أسلحة تقليدية أو نووية مع العديد من الحروب بالوكالة.

## العصر الحالي
اندلعت أول حرب بعد الحرب العالمية الثانية في أوروبا مع تفكك يوغوسلافيا عام 1991 نتج عنها انفصال كرواتيا وسلوفينيا ومقدونيا عن جمهورية يوغوسلافيا الاشتراكية الاتحادية تلتهم بعد ذلك البوسنة والهرسك. في عام 2006 انفصلت صربيا والجبل الأسود عن دولة صربيا والجبل الأسود الاتحادية. هناك صراع حالي في منطقة مقدونيا الشمالية وإقليم كوسوفو حيث تشن القوات الألبانية شبه العسكرية حرب عصابات ضد القوات الحكومية حيث يريد ألبان كوسوفو الانفصال عن صربيا التي ترفض مطالبهم وتعرض عليهم فقط الحكم الذاتي.
مُقارنة بتفكك يوغوسلافيا كان تفكك الاتحاد السوفيتي وتأسيس رابطة الدول المستقلة سلميًا.
لا تزال الجيوش الأوروبية تشارك في صراعات خارج قارتها من ضمنها الصراعات التي يخوضها حلف شمال الأطلسي. يتركز الجنود الأوروبيون حاليًا في أفريقيا والأمريكتين (هايتي) وآسيا (أفغانستان والعراق ولبنان).
يشكل الإنفاق العسكري الأوروبي الحالي ما يساوي ربع الإنفاق العسكري العالمي ونصف الإنفاق العسكري الأمريكي.